# Tobias Fornier
Tobias Fornier (Dao) ist eine philippinische Stadtgemeinde in der Provinz Antique. Sie hat 33.046 Einwohner (Zensus 1. August 2015).

## Baranggays
Tobias Fornier ist politisch unterteilt in 50 Baranggays.
| - Abaca - Aras-Asan - Arobo - Atabay - Atiotes - Bagumbayan - Balloscas - Balud - Barasanan A - Barasanan B - Barasanan C - Bariri - Camandagan - Cato-ogan - Danawan - Diclum - Fatima | - Gamad (Igdamacio) - Igbalogo - Igbangcal-A - Igbangcal-B - Igbangcal-C - Igcabuad - Igcado - Igcalawagan - Igcapuyas - Igcasicad (San Pedro) - Igdalaguit - Igdanlog - Igdurarog - Igtugas - Lawigan - Manaling (Cata-an) - Masayo | - Nagsubuan - Paciencia - Poblacion Norte - Poblacion Sur - Portillo - Quezon - Opsan (San Jose) - Nasuli-A (San Ramon) - Salamague (Santa Maria) - Santo Tomas - Tacbuyan - Tene - Villaflor - Ysulat - Igcadac - Lindero |